# Schwabinger Kunstfund

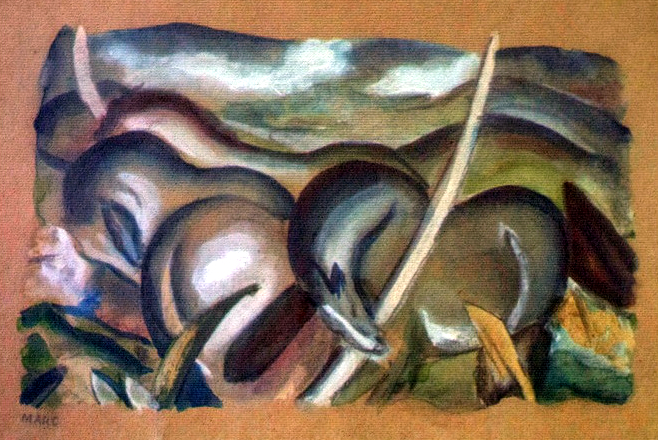
Franz Marc: Pferde in Landschaft, aus dem Schwabinger Kunstfund

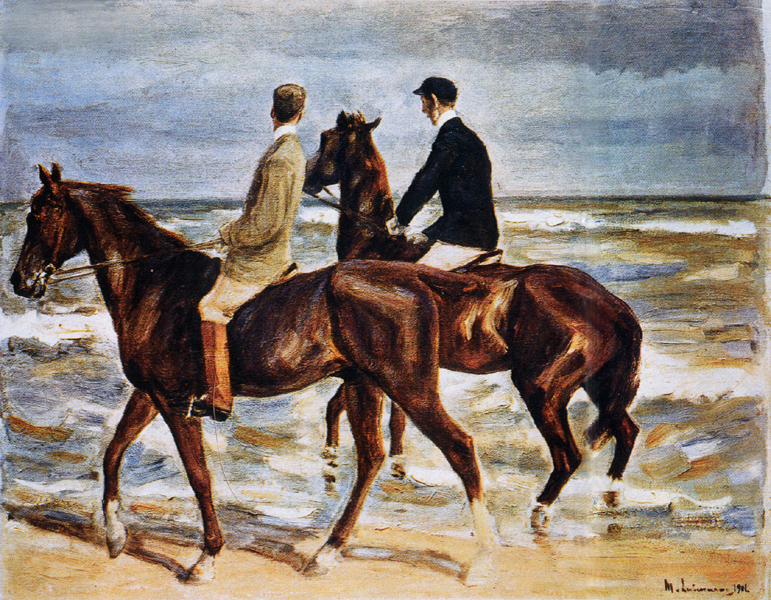
Max Liebermann: Zwei Reiter am Strand, aus dem Schwabinger Kunstfund

Der Schwabinger Kunstfund (auch Münch(e)ner Kunstfund oder Kunstfund in München genannt) ist ein Bestand von 1280 Kunstwerken aus dem Besitz Cornelius Gurlitts (1932–2014), Sohn des Kunsthändlers Hildebrand Gurlitt (1895–1956). Ein Teil der Werke galt seit 1945 als verschollen; andere waren in der kunstgeschichtlichen Forschung unbekannt, darunter eine Arbeit von Marc Chagall. Bei zunächst 499 Werken bestand der Verdacht, dass es sich um NS-Raubkunst handeln könnte. Dies wurde bislang in vierzehn Fällen nachgewiesen.
Die gerahmten und ungerahmten Bilder wurden in den Tagen vom 28. Februar bis 2. März 2012 in Cornelius Gurlitts Schwabinger Wohnung im Rahmen eines Ermittlungsverfahrens der Staatsanwaltschaft Augsburg beschlagnahmt. Dies wurde von der ermittelnden Staatsanwaltschaft geheim gehalten und der Öffentlichkeit erst durch einen Bericht des Nachrichtenmagazins Focus am 3. November 2013 bekannt, in dem über einen „Kunstfund“ berichtet wurde. Die Beschlagnahme und spätere Veröffentlichung der Privatsammlung wird von einigen Juristen als nicht rechtmäßig bezeichnet. Durch spätere Funde in Salzburg erhöhte sich der öffentlich bekannte Gesamtbestand der Sammlung Gurlitt auf über 1500 Kunstwerke.

## Geschichte

### Auslöser der Ermittlungen
Im September 2010 wurde Cornelius Gurlitt im Zug von Zürich nach München von deutschen Zollfahndern kontrolliert. Die Zollverwaltung hat die Aufgabe, den Verkehr von Barmitteln zu überwachen, die in die oder aus der Europäischen Gemeinschaft verbracht werden (§ 1 Abs. 3a ZollVG – Zollverwaltungsgesetz). Auf Verlangen der Zollbediensteten haben Personen Bargeld im Wert von 10.000 Euro oder mehr anzuzeigen und dessen Herkunft zu erläutern (§ 12a Abs. 2 ZollVG). Gegebenenfalls können die Personen „an einem hierfür geeigneten Ort körperlich durchsucht werden“ (§ 10 Abs. 3 ZollVG). Gurlitt soll auf die Frage des Zollfahnders angegeben haben, kein Bargeld bei sich zu tragen. Dabei ist davon auszugehen, dass der Beamte korrekt nach Bargeld über der Betragsgrenze fragte und Gurlitt dies verneinte. Bei einer Leibesvisitation auf der Zugtoilette entdeckten die Beamten 9000 Euro. Gurlitt gab seine Personalien und seine Münchner Adresse an. Als die Ermittler dem Verdacht eines Schwarzgeldkontos in der Schweiz nachgingen, habe man festgestellt, dass Gurlitt in München nicht gemeldet sei und weder eine Bankverbindung noch eine Sozialversicherung habe.
Im September 2011 erwirkte die Staatsanwaltschaft Augsburg einen richterlichen Durchsuchungsbeschluss, aufgrund dessen Ende Februar 2012 die Durchsuchung von Gurlitts Wohnung und die Beschlagnahme seiner Kunstsammlung erfolgte. Der Inhalt des Durchsuchungsbefehls ist nicht bekannt, soll aber den Vorwurf des Steuerdelikts und der Unterschlagung enthalten. Er muss jedenfalls regelmäßig den Tatvorwurf enthalten und die gesuchten Beweismittel bezeichnen (§ 102 ff StPO).
Der Leitende Oberstaatsanwalt Reinhard Nemetz der Staatsanwaltschaft Augsburg gab im November 2013 an, die Bilder seien kein Zufallsfund gewesen. Man habe „im Zusammenhang mit den steuerstrafrechtlichen Ermittlungen gezielt gesucht und dann all das mitgenommen, was prima facie beweiserheblich erschien.“
Die Staatsanwaltschaft lehnte es im Weiteren jedoch ab, nähere Informationen zu den vorgeworfenen Straftaten und zum Ermittlungsverfahren zu geben. 

### Beschlagnahme der Sammlung
Die Kunstwerke wurden im Rahmen von Ermittlungen der Staatsanwaltschaft Augsburg wegen „eines dem Steuergeheimnis unterliegenden strafbaren Sachverhalts“ und wegen des Verdachts auf Unterschlagung in Gurlitts Privatwohnung in München-Schwabing beschlagnahmt. Im Gegensatz zu ersten Berichten waren es nicht 1400 bis 1500 Werke, sondern 1280. Im Verlauf der Durchsuchung wurde die Sammlung insgesamt beschlagnahmt. Die rechtliche Grundlage der Beschlagnahme ist umstritten. Im Dezember 2013 forderte die Kunstexpertin Sibylle Ehringhaus die Rückgabe aller Bilder an Gurlitt.
Am 9. November 2013 stellte die Polizei in Kornwestheim in Baden-Württemberg aus dem Haus des Schwagers von Cornelius Gurlitt, Nikolaus Fräßle, auf Fräßles Bitten weitere 22 Gemälde sicher, weil er um die Sicherheit der Kunstwerke fürchtete. Anhaltspunkte für eine strafbare Handlung liegen der Polizei nicht vor.

### Bildung einer Arbeitsgruppe und Veröffentlichung raubkunstverdächtiger Werke
Am 11. November 2013 teilte das Bayerische Justizministerium mit, dass gemeinsam mit dem Bayerischen Kultusministerium, dem Bundesfinanzministerium und dem Beauftragten der Bundesregierung für Kultur eine Arbeitsgruppe („Taskforce“) von mindestens sechs Experten für Provenienzrecherche unter der Leitung von Ingeborg Berggreen-Merkel zusammengestellt werde. Ihr Ziel sei, Transparenz herzustellen und die Provenienzrecherche weiter voranzutreiben. Zudem würden raubkunstverdächtige Werke in der Lost Art-Datenbank der Koordinierungsstelle Magdeburg veröffentlicht. Die Rechtmäßigkeit dieser Veröffentlichung ist zweifelhaft.
Laut Bundeskriminalamt seien abzüglich beschlagnahmter Gegenstände, die eindeutig keinen Bezug zur „Entarteten Kunst“ oder NS-Raubkunst haben, rund 970 Werke zu überprüfen. Davon können etwa 380 Werke der von der NS-Kunstpolitik so herabgesetzten „Entarteten Kunst“ zugeordnet werden, bei etwa 590 Werken müsse überprüft werden, ob sie in der Zeit des Nationalsozialismus unrechtmäßig erworben oder enteignet wurden. Laut einem Bericht der Welt gehörten allein 13 der bisher 25 auf der genannten Plattform veröffentlichten Werke dem Dresdner Rechtsanwalt Fritz Salo Glaser (1876–1956). Der noch amtierende Staatsminister für Kultur, Bernd Neumann, kündigte an, dass sukzessiv weitere Werke in das Online-Verzeichnis Lost Art aufgenommen würden.
Auch die Leiterin der Arbeitsgruppe kündigte am 14. November 2013 an, hunderte weitere Gemälde des Kunstschatzes würden in wenigen Tagen im Internet aufgelistet werden. Die Staatsanwaltschaft Augsburg werde alle rund 590 Werke, die als mögliches NS-Raubgut gelten, bekanntgeben. Nach einer ersten, noch nicht rechtskräftigen Gerichtsentscheidung Ende Januar 2014 hat die Presse ein Anrecht auf die vollständige Liste aller bei Cornelius Gurlitt beschlagnahmten Gemälde.
In den Medien wird die Arbeit der Taskforce Schwabinger Kunstfund eher kritisch gesehen, da bis Anfang 2016 lediglich von 11 der 500 Bilder die Provenienz geklärt werden konnte, nur von fünf konnte der rechtmäßige Eigentümer ermittelt werden, lediglich zwei Bilder wurden bisher zurückgegeben. Die Zeit bewertet das Ergebnis als Folge einer falschen Erwartungshaltung:

„Die Bezeichnung Taskforce sollte Entschlossenheit signalisieren, geradezu militärische Durchsetzungskraft. Ein politisches Instrument wurde damit geschaffen – und dabei vergessen, wie langwierig die wissenschaftliche Provenienzforschung ist. Die Enttäuschung war programmiert.“

### Neues Gesetz in Planung
Der bayerische Justizminister Winfried Bausback hat bei einer Kabinettssitzung am 7. Januar 2014 den Entwurf für ein Kulturgut-Rückgewähr-Gesetz (umgangssprachlich: „Lex Gurlitt“) angekündigt, der am 14. Februar dem Bundesrat vorgelegt wurde. Rückgabeansprüche rechtmäßiger Erben von Opfern der NS-Kunstpolitik sollen in Zukunft nicht mehr automatisch nach 30 Jahren verjähren. Voraussetzung sei, dass der jetzige Besitzer „bösgläubig“ sei, das heißt, ein Besitzer sogenannter Raubkunst müsse zum Zeitpunkt des Erwerbs zumindest über Anhaltspunkte verfügt haben, dass das Kunstwerk nicht rechtmäßig dem Veräußerer gehört habe.

### Sicherstellung von Werken in Salzburg
Am 10. Februar 2014 teilte Gurlitts Sprecher Stephan Holzinger mit, weitere mehr als 60 Kunstwerke seien aus Gurlitts Haus in Salzburg sichergestellt worden, darunter Marine, temps d’orage von Édouard Manet und Werke von Claude Monet, Auguste Renoir und Pablo Picasso. Sein Betreuer Rechtsanwalt Christoph Edel hatte die Sicherstellung veranlasst, um die Werke vor Einbruch und Diebstahl zu schützen; sie sollen auch auf ihre Herkunft untersucht werden. Ende März 2014 gaben die Anwälte und Vertreter Gurlitts bekannt, dass der Salzburger Teil der Sammlung Gurlitt viermal so groß sei wie bis dahin angenommen und insgesamt 238 Kunstgegenstände – darunter 39 Ölgemälde – umfasst. Die weiteren Werke befanden sich in ehedem nicht zugänglichen Teilen des Gebäudes. Die Gesamtanzahl der bekannten Werke der Sammlung Gurlitt erhöhte sich damit auf rund 1500 Kunstwerke. Zur Unterscheidung spricht man bei diesen Werken auch vom Salzburger Kunstfund.

### Vereinbarung zwischen Gurlitt und den Behörden
Laut Medienberichten kam es im April 2014 zu einer Vereinbarung zwischen Gurlitt, dem bayerischen Justizministerium und der Bundesregierung. Danach stelle Gurlitt alle als belastet geltenden Werke für ein Jahr der Provenienzforschung zur Verfügung. Die Kosten dieser Recherchen sollen der Bund und der Freistaat Bayern tragen. Bei evtl. Werken mit NS-verfolgungsbedingtem Entzug wird eine faire und gerechte Lösung mit den Anspruchstellern angestrebt. Diese Vereinbarung blieb auch nach dem Tod Cornelius Gurlitts am 6. Mai 2014 gültig und ging auf seine Erben über.

### Kunstmuseum Bern als Erbe der Sammlung
Die Stiftung des Kunstmuseums Bern gab am 7. Mai 2014 in einer Erklärung bekannt, sie sei im Testament von Cornelius Gurlitt als Alleinerbin eingesetzt worden. Laut einem Bericht der Neuen Zürcher Zeitung war jedoch unklar, welche Werke wann nach Bern überführt werden. Zuerst müsse das Testament auf seine Gültigkeit überprüft werden. Bayerische Behörden gingen davon aus, die Stiftung sei durch die von Gurlitt unterzeichnete Vereinbarung gebunden. Damit bleiben alle unter Raubkunstverdacht stehenden Werke noch für mindestens ein Jahr in Deutschland. Dagegen könnten laut dem Bericht alle als „unbedenklich“ eingestuften Werke nach Prüfung des Testaments noch 2014 nach Bern überführt werden. Als Rechtsnachfolgerin Gurlitts ist die Stiftung Kunstmuseum Bern (KMB) der neue Ansprechpartner für die von der Bundesregierung eingesetzte Task-Force und für die Erben früherer Besitzer. Der Stiftungsrat musste innerhalb eines halben Jahres entscheiden, ob das Erbe angenommen wird. In dem rechtlich so vorgesehenen Zeitraum wurde laut Museumsdirektor Matthias Frehner die Problematik der Sammlung diskutiert. Ein entfernter Verwandter hat angekündigt, die Familie wolle das noch nicht eröffnete Testament anfechten, falls darin die Familie übergangen werde.
Am 22. November 2014 entschied der Stiftungsrat des Kunstmuseums Bern, den Nachlass Gurlitts anzutreten, was zwei Tage später in einer Pressekonferenz in Berlin öffentlich gemacht wurde. 440 Bilder, die als „entartete Kunst“ klassifiziert wurden, und 280 Bilder, die von Verwandten Gurlitts geschaffen oder nach 1945 erworben wurden, sollen sofort nach Bern überführt werden. Ebenso soll in Bern eine eigene Forschungsstelle gegründet werden. Verdachtsbehaftete Kunstwerke sollen bis zur Klärung der Provenienz und möglichen Antragstellern in Deutschland bleiben. Ausstellungen sollen zur Klärung beitragen. Deutschland übernehme die Rechtskosten für mögliche Restitutionen und Streitfälle und auch die Verantwortung für den Salzburger Fund.
Im Dezember 2016 erging ein Urteil in der Erbsache Gurlitt: Eine Cousine hatte bezweifelt, dass Cornelius Gurlitt zum Zeitpunkt der Abfassung seines Testaments testierfähig gewesen sei. Das zuständige Oberlandesgericht entschied jedoch, dafür gebe es keine hinreichenden Anhaltspunkte; das Testament sei somit gültig, die Sammlung müsse dem Museum in Bern übergeben werden.
Rund 400 Werke aus dem Fund wurden 2017/2018 teilweise parallel im Kunstmuseum Bern und in der Bundeskunsthalle Bonn ausgestellt. Schwerpunkte der Doppelschau waren die Themen «entartete Kunst» und Raubkunst.

## Eigentumsrechtliche Beurteilung
Die rechtliche Beurteilung von Eigentumsrechten an Kunstobjekten, die von den Nationalsozialisten als „entartet“ bezeichnet und aus öffentlichen Museen entfernt oder von häufig jüdischen Besitzern beschlagnahmt wurden, ist komplex. Carl-Heinz Heuer fasst die Situation wie folgt zusammen: So moralisch unhaltbar die Verfolgung „entarteter“ Kunst auch gewesen sei, aus juristischer Sicht könne keine Restitution verlangt werden. Nicht nur die Beschlagnahme aus staatlichen Museen, sondern auch die Enteignung aus privaten Sammlungen seien trotz all ihrer Verwerflichkeit wirksam vorgenommene Rechtsakte des von nationalsozialistischer Herrschaft dominierten Deutschen Reichs. Was bleibe, sei allein eine moralische Dimension.
Der Rechtshistoriker Uwe Wesel erklärte am 1. Dezember 2013 im Deutschlandfunk, Gurlitt sei der rechtmäßige Besitzer aller bei ihm beschlagnahmten Werke. Es gebe heute keine Möglichkeit mehr, den ursprünglichen Eigentümern Gerechtigkeit widerfahren zu lassen. Unmittelbar nach dem Zweiten Weltkrieg hätten die Alliierten gesetzlich geregelt, dass Rückerstattungsansprüche der ursprünglichen Eigentümer ausgeschlossen seien (MilRegG Nr. 59). Diese gesetzliche Verordnung betraf allerdings lediglich die britische Besatzungszone, zudem werden in dem Dokument sehr wohl Fälle der verpflichtenden Rückerstattung benannt. Wesel führt dennoch weiter aus, es sei leider so, dass Juristen von heute diese alliierten Gesetze oft nicht mehr kennen würden. Die Staatsanwaltschaft Augsburg habe deshalb wahrscheinlich aus Unkenntnis schwere rechtliche Fehler begangen und sich der Amtspflichtverletzung schuldig gemacht. Die Beschlagnahme und die Veröffentlichung der Bilder in der Lost-Art-Datenbank seien nicht rechtmäßig. Er sehe darin einen Staatshaftungsfall, sodass Gurlitt den Schaden, der ihm aus alledem entstanden sei, vom Staat ersetzt verlangen könne.

### Rechtsgrundlage

#### Alliierte Militärregierungsgesetze
Die einzige je bestehende Rechtsgrundlage war das amerikanische Militärregierungsgesetz Nr. 59 vom 10. November 1947, das von den britischen und französischen Besatzungskräften durch eigene Regelungen weitgehend übernommen wurde. Das Gesetz ging grundsätzlich von einem verfolgungsbedingten Vermögensverlust aus, wenn eine Übertragung nach dem 30. Januar 1933 getätigt worden war; es bestand also eine Beweislastumkehr. Die Ansprüche konnten aber nur innerhalb einer Meldefrist von einem Jahr angemeldet werden, da die Alliierten den Wiederaufbau des Landes nicht durch längerandauernde Rechtsunsicherheiten gefährden wollten. Am 30. Juni 1950 verfielen bis dahin nicht angemeldete Ansprüche für immer. Eine nachfolgende zivilrechtliche Verfolgung war ausdrücklich ausgeschlossen. Die Justitiarin der Stiftung Preußischer Kulturbesitz, Carola Thielecke, gibt einen letztfristlichen Termin für den 31. Dezember 1969 an, der allerdings auf dem späteren Bundesrückerstattungsgesetz beruht.

#### Bundesrückerstattungsgesetz
Im Juli 1957  erließ der Deutsche Bundestag das Bundesrückerstattungsgesetz; es regelte nur materielle Schäden, aber keine Rückerstattung. Nach Remy „blieb das Gesetz....deutlich hinter dem Militärregierungsgesetz zurück...; es wurde festgelegt, dass ein Vermögensverlust durch Verkauf nicht ausgeglichen werden sollte, selbst wenn er etwa unter dem Druck erfolgt war, auferlegte Zwangssteuern bezahlen zu müssen. Damit war ... ein wesentlicher Teil der abhanden gekommenen Kunstwerke von der finanziellen Entschädigung ausgenommen.“ Dies galt auch für das Gebiet der ehemaligen DDR. Die Volkskammer erließ am 23. Dezember 1990 das Gesetz zur Regelung offener Vermögensfragen – Vermögensgesetz – (VermG) vom 23. September 1990, dessen Durchführung schließlich als fortgeltendes Recht dem Bundesamt für zentrale Dienste und offene Vermögensfragen (BADV) übertragen wurde. Die Anmeldefrist endete zum 30. Juni 1993.

#### Washingtoner und nachfolgende Erklärungen als Selbstverpflichtungen
Im November 1998 war in Washington, D.C. in einer vom Außenministerium der Vereinigten Staaten und dem United States Holocaust Memorial Museum (USHMM) getragenen Konferenz beraten worden, wie man mit während der NS-Zeit erfolgten jüdischen Verlusten von Kunstgut, Büchern, Archiven sowie mit Versicherungs- und anderen Vermögensansprüchen umgehen wolle. Hieraus entstand die Washingtoner Erklärung (Washington Principles on Nazi-Confiscated Art), die in elf Punkten „Grundsätze einer gerechten und fairen Lösung“ aufführte. Am 14. Dezember 1999 folgte in diesem Sinne die Gemeinsame Erklärung der Bundesregierung, der Länder und der kommunalen Spitzenverbände zur Auffindung und Rückgabe NS-verfolgungsbedingt entzogenen Kulturgutes, insbesondere aus jüdischem Besitz. Diese Gemeinsame Erklärung bezieht sich nur auf öffentliche Einrichtungen, und hatte für private Einrichtungen und Sammler nur den Charakter einer gutgemeinten Empfehlung. Im Juni 2009 folgte die Prager Konferenz zu Holocaustfragen, an der 46 Nationen teilnahmen. Sie schloss mit der Theresienstädter Erklärung, die sich hinsichtlich des Umgangs mit Raubkunst an den Washingtoner Prinzipien orientierte.  Im November 2018 wurden die Washingtoner Prinzipien in Berlin schließlich in einer binationalen Gemeinsamen Erklärung bekräftigt.
Am 1. Januar 2015 wurde das Deutsche Zentrum Kulturgutverluste als Stiftung bürgerlichen Rechts von Bund, Ländern und den drei kommunalen Spitzenverbänden gegründet. Seit 2016 ist das Zentrum Träger der Provenienzrecherche Gurlitt und damit rechtlich verantwortlich für den Umgang mit der Sammlung.

## Werke

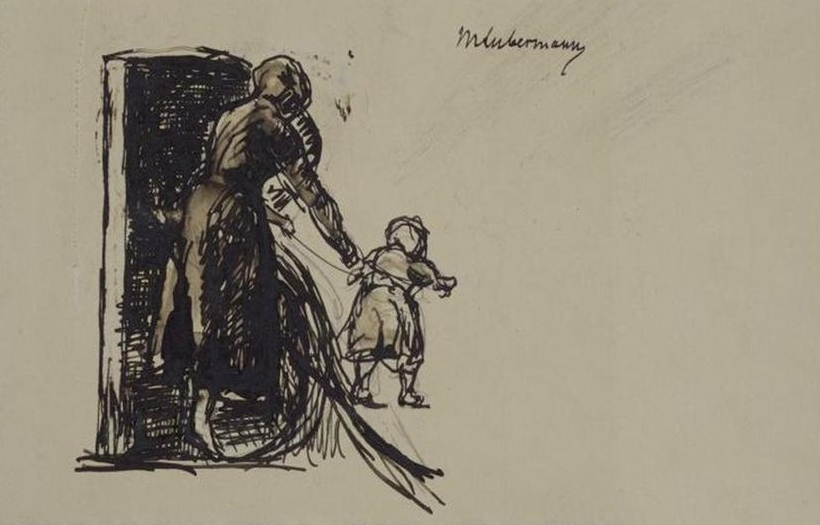
Foto des Max-Liebermann-Bildes Frau mit Kind von hinten, das die Staatsanwaltschaft Augsburg veröffentlichte

### Umfang
Laut Angaben der Augsburger Staatsanwaltschaft besteht die Sammlung vor allem aus Gemälden, Gouachen, Zeichnungen und Druckgrafiken der Klassischen Moderne und des 20. Jahrhunderts, unter anderen von Max Beckmann, Marc Chagall, Otto Dix, Ernst Ludwig Kirchner, Oskar Kokoschka, Max Liebermann, August Macke, Franz Marc, Henri Matisse, Emil Nolde, Pablo Picasso und Karl Schmidt-Rottluff. Doch auch Werke aus dem 19. Jahrhundert bis hin zu Arbeiten aus dem 16. Jahrhundert wurden gefunden, so zum Beispiel von Canaletto, Gustave Courbet, Pierre-Auguste Renoir, Carl Spitzweg und Henri de Toulouse-Lautrec. Kunsthistorisch besonders wertvoll seien ein Selbstbildnis von Dix sowie ein bisher unbekanntes Werk von Chagall.

### Wert
Journalisten gaben – in Unkenntnis der gefundenen Werke – bei ersten Schätzungen ungefähr eine Milliarde Euro als aktuellen Marktwert an. Nachdem der ungefähre Bestand der Sammlung bekannt geworden war, schätzten Kunsthändler den Wert der Sammlung auf höchstens 50 Millionen Euro.

### Erforschung
Mit der Bestimmung der Bilder und ihrer Provenienz wurde zunächst die Kunsthistorikerin Meike Hoffmann von der Forschungsstelle „Entartete Kunst“ an der Berliner Freien Universität betraut.
Zudem organisierten das Institut für Kunstgeschichte und die Fakultät für Rechtswissenschaft der Universität Regensburg 2015 ein Symposium mit dem Titel Gurlitt – Was nun?.

### Herkunft
In dem Artikel „Gurlitt – Was nun? Überlegungen eines Juristen“ wird der genauere Ablauf der Tagung geschildert und die Herkunft der Sammlung Gurlitt erörtert. Laut den dort zitierten Angaben sollen mindestens 380 der aufgetauchten Werke zu den 1937 im Rahmen der Beschlagnahmeaktion „Entartete Kunst“ konfiszierten Exponaten gehören. Es wird vermutet, dass es sich bei 590 weiteren Kunstwerken potentiell um NS-Raubkunst handelt – Werke, die ihren ehemaligen jüdischen Eigentümern geraubt oder von ihnen verfolgungsbedingt verkauft wurden – sowie um Kunstwerke, die von den Nationalsozialisten im Rahmen der sogenannten „Aktion entartete Kunst“ ab 1937 als „entartet“ diffamiert und aus öffentlichen Sammlungen entfernt worden waren. Für einige Werke sollen Suchmeldungen von ehemaligen Eigentümern bzw. deren Erben in der Datenbank der Koordinierungsstelle für Kulturgutverluste vorliegen.
Letztlich konnten nur 14 Werke als Raubkunst identifiziert werden. Sie alle wurden an die Erben der einstigen Besitzer zurückgegeben, die Forschungen wurden Anfang 2020 eingestellt.

## Sammlung Hildebrand Gurlitt

Hildebrand Gurlitts Liste der 1945 beschlagnahmten Werke, Seite 1; Central Collecting Point Wiesbaden

Die Sammlung Hildebrand Gurlitts enthielt überwiegend Werke der klassischen Moderne. Teile der Sammlung beschlagnahmte nach Kriegsende die Sondereinheit „Monuments, Fine Arts and Archives Program“ der Alliierten und verwahrte sie im Wiesbaden Central Collecting Point. 1950 wurden Gurlitt 125 Kunstwerke vom Collecting Point auf Antrag ausgehändigt, vor allem Gemälde, Druckgrafiken und Zeichnungen, darunter auch das Selbstporträt von Otto Dix. Auch wurden ihm 29 Skulpturen und Objekte, afrikanische Kunst, Meißner Porzellan sowie vier Kisten mit leeren Bilderrahmen übergeben. Provenienzforscher Willi Korte äußerte die Ansicht, es stehe nicht abschließend fest, dass der Collecting Point die Provenienz jedes Werkes erforscht hat. Auf der fünfseitigen Rückerstattungsliste Gurlitts stehen auch das Gemälde Zwei Reiter am Strand von Max Liebermann, das Selbstbildnis von Otto Dix und die Gouache von Marc Chagall. 1956 wurden Stücke der Sammlung von Hildebrand Gurlitt in New York, San Francisco und Cambridge im Rahmen der Ausstellung German Watercolors mit finanzieller Förderung durch die Bundesrepublik Deutschland ausgestellt. Der österreichische Kunsthistoriker Alfred Weidinger zeigte sich im November 2013 über die angebliche Entdeckung dieser Sammlung verwundert, ihre Existenz und Ausmaße seien „jedem wichtigen Kunsthändler im süddeutschen Raum“ bekannt gewesen.
Laut einem im Spiegel veröffentlichten Interview sagte Cornelius Gurlitt am 17. November, sein Vater habe alle Werke rechtmäßig erworben und er sei nicht gewillt, diese freiwillig zurückzugeben. Sein Anwalt widersprach Ende Januar 2014 gegenüber der New York Times dieser Darstellung des Spiegel; sein Mandant sei immer an einer fairen und gerechten Lösung interessiert gewesen. Mit der Veröffentlichung der gesamten Anzahl der in Salzburg gefundenen Werke Ende März 2014 gaben die Vertreter Gurlitts auch bekannt, dass dieser beabsichtige, Werke, die aus jüdischem Besitz geraubt wurden, an die Eigentümer bzw. deren Erben zurückzugeben, und sie beauftragt seien, begründete Rückgaben umzusetzen.
Am 14. Februar 2014 legten Anwälte von Gurlitt beim Amtsgericht Augsburg Beschwerde gegen die Beschlagnahme der Kunstsammlung ein. Die Anwälte fordern die Rückgabe der Sammlung wegen formeller Mängel des damaligen Gerichtsbeschlusses. Die Beschlagnahme der Bilder verstoße gegen das Prinzip der Verhältnismäßigkeit.

## Herkunft der Werke
Hildebrand Gurlitt war einer von vier Kunsthändlern, die während der Zeit des Nationalsozialismus mit der Verwertung beschlagnahmter Kunstwerke beauftragt waren. Für den Kunsthändler Ferdinand Möller ist belegt, dass er entgegen den Vorgaben von staatlichen Stellen (also seiner Auftraggeber) etliche als „entartet“ geltende und beschlagnahmte Kunstwerke nicht aus dem Reichsgebiet brachte, sondern an Inländer verkaufte oder selbst erwarb. Die Literatur vermutet, dass auch die anderen Kunsthändler, also auch Gurlitt, im Reich mit „entarteter Kunst“ handelten oder solche aus dem Ausland zurückkauften.

## Bekannt gewordene Verkäufe
Bislang war der Öffentlichkeit nur ein Verkauf aus der Gurlitt-Sammlung bekannt geworden. Im Spätsommer 2011 ließ Cornelius Gurlitt die Gouache-Arbeit Löwenbändiger von Max Beckmann durch das Auktionshaus Lempertz in Köln versteigern; es wurde für 864.000 € verkauft. Vor der Auktion wurde ermittelt, dass das Gemälde aus dem Nachlass des jüdischen Kunsthändlers und -sammlers Alfred Flechtheim (1878–1937) stammte. Cornelius Gurlitt erreichte zuvor mit den Erben Flechtheims einen Vergleich. Im Lempertz-Katalog wurde in den Angaben zur Herkunft des Bildes auf die Berliner Galerie Alfred Flechtheim verwiesen. Flechtheim hatte 1933 vor den Nationalsozialisten ins Ausland fliehen müssen. Die Flechtheim-Erben bieten der Task-Force-Abteilung ihre Hilfe an, indem sie ihre Erfahrungen mitteilen wollen, die sie anlässlich des Verkaufs in den Verhandlungen mit Cornelius Gurlitt gemacht haben.
Infolge der öffentlichen Aufmerksamkeit, die der Kunstfund auslöste, wurde im November 2013 bekannt, dass 2007 ein Gemälde von August Macke, Frau mit Papagei in einer Landschaft (1914), von der Villa Grisebach in Berlin für knapp 2,4 Millionen Euro versteigert wurde. Das ist der höchste Preis, der je für ein Werk Mackes auf einer Auktion in Deutschland gezahlt wurde. Auch dieses Bild stand auf der Liste der Werke, die die Amerikaner Hildebrand Gurlitt 1950 zurückgaben. Nach Angaben des Auktionshauses war der Einlieferer des Werks nicht Cornelius Gurlitt persönlich.

## Ausgewählte Werke des Bestandes 2013
Elf ausgewählte Werke wurden von der Staatsanwaltschaft Augsburg in einer Pressekonferenz am 5. November 2013 der Öffentlichkeit vorgestellt. Das sind:
- eine Radierung von Canaletto mit der Ansicht Paduas ohne Hinweis auf die Herkunft;
- eine Vorzeichnung zu einem Gemälde von Carl Spitzweg: Musizierendes Paar. Hildebrand Gurlitt kaufte es Anfang Januar 1940 für 300 Mark vom Musikverleger Henri Hinrichsen, der kurz vor seiner Flucht nach Brüssel stand. Die Erben erwägen eine Rückforderung;[90]
- ein handkolorierter Farbholzschnitt von Ernst Ludwig Kirchner: Melancholisches Mädchen, der vermutlich einmal Eigentum der Kunsthalle Mannheim war;
- ein Gemälde von Max Beckmann aus Zandvoort und im Werkverzeichnis des Künstlers aufgeführt – auf dieses Fundstück wurde in der Pressekonferenz nicht näher eingegangen;
- eine Gouache von Franz Marc: Pferde in Landschaft, sie befand sich im Eigentum des Kunst- und Gewerbemuseums Moritzburg in Halle (Saale);
- ein Gemälde von Gustave Courbet: Mädchen mit Ziege, von dem bekannt ist, dass es 1949 in einer Auktion verkauft wurde;
- eine Gouache von Marc Chagall: Allegorische Szene, die nicht im Werkverzeichnis des Malers aufgeführt ist; sie war Bestandteil des von den Alliierten 1945 beschlagnahmten Konvoluts und ist dort unter der Inventarnummer 2004/4 aufgeführt; gegenüber den amerikanischen Behörden gab Gurlitt im Juni 1945 an, das Bild stamme aus dem Besitz seiner Schwester, die eine Schülerin Chagalls gewesen sei; 1950 hingegen übergab er einen Brief des Malers Karl Ballmer, in dem dieser bestätigte, ihm sowohl dieses Bild wie auch Picassos Damenbildnis mit zwei Nasen im Jahr 1943 in der Schweiz geschenkt zu haben; am 25. Januar 1951 wurden beide Bilder an Gurlitt zurückgegeben.[91][92] Im Dezember 2013 gab es eine weitere Meldung, dass das Bild aus der Sammlung der deutsch-jüdischen Familie Blumstein aus dem lettischen Riga stamme und 1941 von der Gestapo beschlagnahmt worden sei;[93]

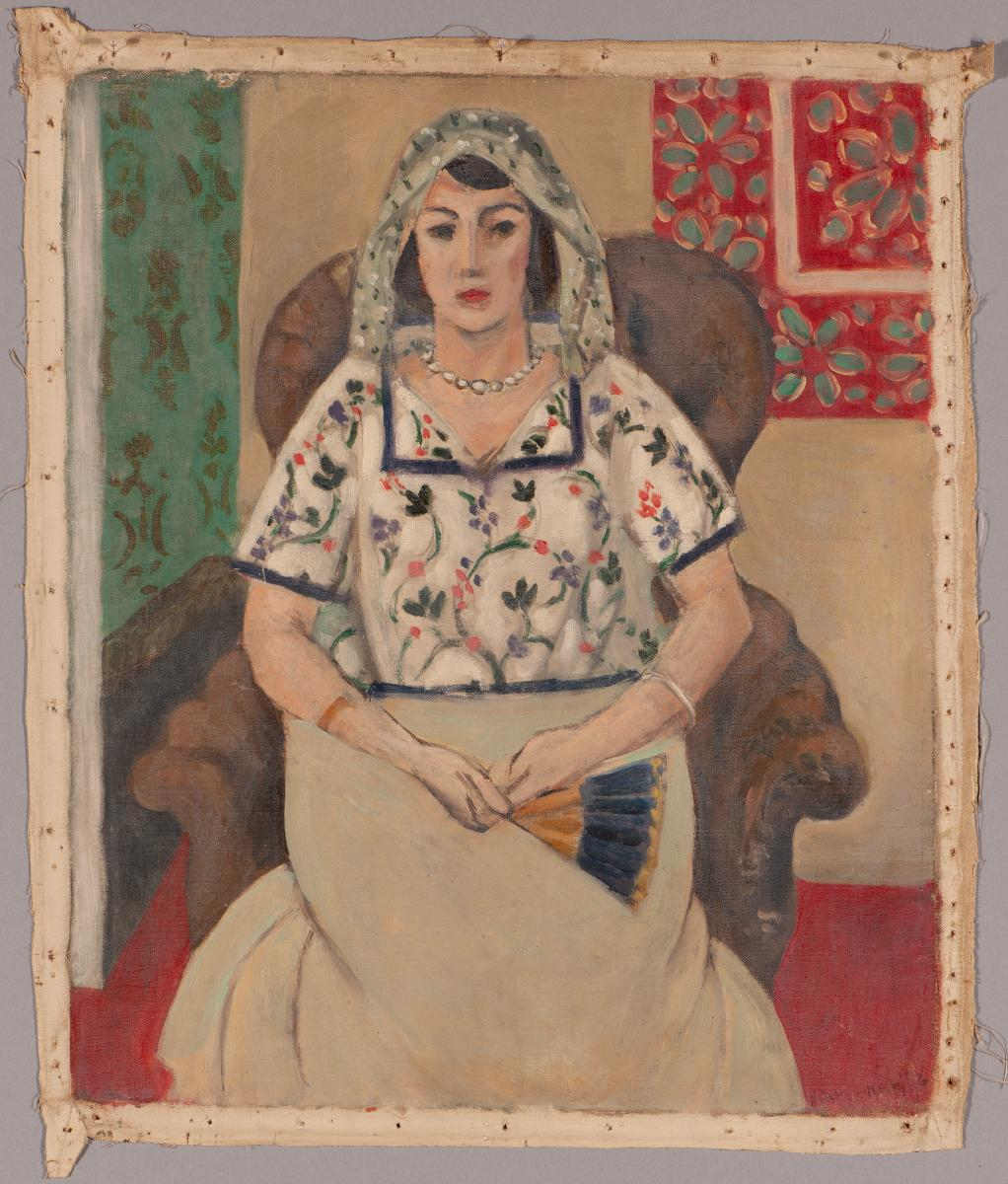
Henri Matisse: Frau im Sessel sitzend, 1921

- von Henri Matisse das Porträt einer sitzenden Frau, das 1942 durch den Einsatzstab Reichsleiter Rosenberg aus dem Banktresor des Kunsthändlers Paul Rosenberg in Libourne beschlagnahmt wurde. Seine Enkeltochter Anne Sinclair erhebt Anspruch auf die Restitution des Gemäldes.[84][94][95] Es wurde im Mai 2015 an die Erben zurückgegeben.[96]
- ein Gemälde von Max Liebermann: Zwei Reiter am Strand, vermutlich bis 1939 im Besitz der Sammlung Friedmann in Breslau und nach alliierter Beschlagnahme 1945 bis 1950 dann 1954 als Leihgabe Gurlitts in der Liebermann-Retrospektive der Kunsthalle Bremen (restituiert im Mai 2015[96]), sowie weitere Zeichnungen und Skizzen;
- eine Farblithographie mit einem Frauenporträt von Otto Dix;
- ein Gemälde mit einem Selbstporträt von Otto Dix, das nicht im Werkverzeichnis des Malers aufgeführt ist, aber in der Kunstgeschichte bereits dokumentiert war.[66]

## Kritik

### Kritik an der Geheimhaltung durch die Behörden
Laut dem Focus-Artikel vom 3. November 2013 soll der Fall von den zuständigen Behörden und Ministerien in Bayern und Berlin als „hochpolitische Geheimsache“ eingestuft worden sein. Auffällig ist u. a., dass noch Anfang September 2013 auf einer Tagung zum zehnjährigen Jubiläum der „Forschungsstelle für Entartete Kunst“ der FU Berlin die Expertin Meike Hoffmann von Untersuchungen zum Thema Gurlitt als von einem „Zukunftsprojekt“ sprach. Die zuständige Staatsanwaltschaft in Augsburg verwies jedenfalls auf das Steuergeheimnis und nahm zunächst keine Stellung, obwohl der Fund schon zwanzig Monate zurücklag. Nach Ansicht des Rechtsanwalts und Kunstrechtlers Peter Raue ist die lange dauernde Geheimhaltung durch die Behörden der wahrscheinlich größte Kunstskandal der deutschen Nachkriegszeit. Auch der Provenienzforscher Willi Korte äußerte Kritik an der Geheimhaltung und schlug die Beteiligung des Kulturstaatsministers an der Aufklärung vor.
Anne Webber, Gründerin und Vorstandsmitglied der in London ansässigen Commission for Looted Art in Europe,
forderte die sofortige Veröffentlichung einer Liste der Bilder. Ihre Kommission vertrete Hunderte von Familien auf der ganzen Welt und suche Tausende von Gemälden. „Wir brauchen eine Kultur der Transparenz und die Kunstwerke so schnell wie möglich zurück.“
Rüdiger Mahlo, der Deutschland-Repräsentant der 1951 gegründeten Jewish Claims Conference, der die Entschädigungsansprüche jüdischer Opfer des Nationalsozialismus vertritt, erklärte, der Fall und der behördliche Umgang mit den aufgefundenen Kunstwerken schienen „symptomatisch für den Umgang mit NS-Raubkunst zu sein“.

#### Reaktionen
Die deutschen Behörden streiten sich darüber, wer die Verantwortung dafür trägt, dass die Kunstwerke so lange unter Verschluss blieben. Nach Darstellung des bayerischen Justizministeriums in München soll das Berliner Bundesamt für zentrale Dienste und offene Vermögensfragen schon lange mit dem Fall befasst sein. Das Bundesamt für zentrale Dienste und offene Vermögensfragen ist zuständig für Rückgabe von Kulturgütern, die während der NS-Zeit ihren Besitzern abgepresst worden sein könnten, es gehört zum Geschäftsbereich des Finanzministers.
Die Kritik Rüdiger Mahlos hatte Erfolg: Nach einem Bericht des Nachrichtenmagazins Der Spiegel vom 18. November 2013 wird die Taskforce-Expertenrunde unter wissenschaftlicher Leitung des Diplom-Kunsthistorikers Uwe Hartmann von ursprünglich sechs auf zehn Personen erweitert, darunter zwei Repräsentanten der Jewish Claims Conference und ein Vertreter der Staatsanwaltschaft.

### Kritik am öffentlichen Umgang mit Cornelius Gurlitt
Die Journalistin Julia Voss kritisierte den von den Behörden geschaffenen Präzedenzfall Gurlitt und stellte dessen Rechtmäßigkeit infrage. Offenbar werde von Privatpersonen, die im Besitz von Raubkunst seien, mehr Transparenz gefordert als von öffentlichen Institutionen. So müsse nun eine Privatperson für jahrelange Versäumnisse von Bund und Ländern einstehen.
Der Kunsthistoriker Daniel Kothenschulte kritisierte in einem Zeitungsbeitrag Die verlorene Ehre des Cornelius Gurlitt den rücksichtslosen Umgang der Medienöffentlichkeit mit Cornelius Gurlitt: „Cornelius Gurlitt war kein Sammler, er war ein Erbe. Er war kein Kurator wie sein Vater. Er sieht sich bis heute als Bewahrer, und das muss man ihm glauben, auch wenn er damit wohl zuletzt an die Allgemeinheit dachte. Seine offensichtliche Sozialangst stand jedem Sinn für das Öffentliche entgegen. Dass man ihn nun an die Öffentlichkeit zerrt, muss er als traumatisch empfinden.“
Der Berner Galerist Eberhard W. Kornfeld, der selbst in geschäftlichem Kontakt mit Gurlitt stand, bezeichnete die Ereignisse um den Münchner Kunstfund als eine Medienhysterie, in der mit reißerischen Titelseiten und Artikeln ohne jegliche Rücksicht auf präzise Informationen gearbeitet werde. Mahnende Stimmen, die die Ereignisse relativierten, würden nicht wahrgenommen. Auch werde mit zweierlei Maß gemessen: Während Ferdinand Möller in Deutschland als großer Held und Retter „entarteter“ Kunst gelte, werde Hildebrand Gurlitt für die gleiche Tat verteufelt und sein noch vorhandenes Erbe beschlagnahmt.

### Vorwurf der politischen Strafjustiz, fehlende Rechtsgrundlage
In einem Beitrag in der Frankfurter Allgemeinen Zeitung
warf Volker Rieble am 25. November 2013 der Staatsanwaltschaft Augsburg vor, im Fall Gurlitt die Rechtsstaatlichkeit zu pervertieren. Er sprach der Beschlagnahme der Bilder und ihrer Veröffentlichung im Internet jegliche rechtsstaatliche Grundlage ab. Die Staatsanwaltschaft habe keine politischen Aufgaben zu erfüllen und sei nicht dazu berufen, die wahren Eigentümer von Kunstwerken zu ermitteln. In einem Rechtsstaat sei es für die Staatsanwaltschaft völlig irrelevant, ob Eigentums- und Besitzverhältnisse politische Fragen aufwürfen; sie habe mit zivilrechtlichen Ansprüchen grundsätzlich nichts zu tun. Sie dürfe weder potentielle Anspruchsberechtigte über die Existenz der Bilder informieren (weil sie damit das „Strafverfahrensgeheimnis“ breche) noch eine Bilderliste ins Internet stellen, und so jedermann über die Vermögenslage informieren und das Risiko von Cornelius Gurlitt steigern, Opfer eines Gewaltverbrechens zu werden. Der Vorschlag von Bundesjustizministerin Sabine Leutheusser-Schnarrenberger, im Falle eines Verzichts das Strafverfahren einzustellen, sei obszön. So würden nur Diktaturen Strafverfahren ausnützen. Der Rechtsstaat und die Grundrechte müssten die Staatsgewalt gerade dann zügeln, wenn sie zum guten Zweck und mit Zustimmung der Bevölkerungsmehrheit über das Individuum herfalle.
Der Münchner Rechtsanwalt Johannes Wasmuth verwies in der Folge der Ausstellung der Bundeskunsthalle Bestandsaufnahme Gurlitt. Der NS-Kunstraub und die Folgen im Bonner Generalanzeiger auf die alliierten Rückerstattungsrechte: „Weil sie 1950 abliefen, sind bis dahin nicht angemeldete Rückerstattungsansprüche untergegangen. So wurden Staat und Ariseure legale Eigentümer des NS-Raubguts und sind es bis heute. Nach deutschem Recht hätte daher auch Gurlitt wegen seiner Sammlung nie in Anspruch genommen werden dürfen.“ Die Handreichung zur Umsetzung der „Erklärung der Bundesregierung, der Länder und der kommunalen Spitzenverbände zur Auffindung und zur Rückgabe NS-verfolgungsbedingt entzogenen Kulturgutes, insbesondere aus jüdischem Besitz“, ist Handlungsgrundlage von LostArt.de; sie bestätigt diese Rechtsauffassung: Dort ist festgestellt, dass auch „die auf der Washingtoner Erklärung beruhende Gemeinsame Erklärung von Bund, Ländern und den kommunalen Spitzenverbänden zur Auffindung und zur Rückgabe NS-verfolgungsbedingt entzogenen Kulturguts keine auf dem Rechtsweg durchsetzbaren Ansprüche auf Herausgabe von Kulturgütern (begründet)“.
Der Münchner Filmproduzent, Regisseur und Buchautor Maurice Philip Remy hat in seinem Buch Der Fall Gurlitt. Die wahre Geschichte über Deutschlands größten Kunstskandal die Frage der Rechtsgrundlage zur Rückerstattung geraubter Kunst fallbezogen ausführlich dargestellt. Er berief sich dabei auf die Freiburger Dissertation von Jürgen Lillteicher, eine von der Historischen Kommission des Parteivorstandes der SPD durch eine Fachkonferenz initiierte und von der Hamburger Historikerin Barbara Vogel herausgegebene Broschüre, einen Zeitungskommentar des Juristen Uwe Wesel, ein Rechtsgutachten von Johannes Wasmuth sowie die Dokumentation des Organisators der Washingtoner Erklärung und US-Botschafters Stuart E. Eizenstat. Remy stellte dabei fest, dass die Beschlagnahme der Sammlung Gurlitt durch die Augsburger Staatsanwaltschaft rechtlich nicht legitimiert war.
Im März 2021 stellten Johannes Wasmuth und der Münsteraner Juraprofessor Thomas Hoeren Strafanzeige beim Münchner Generalstaatsanwalt gegen den Augsburger Staatsanwalt Johannes Ballis, der 2012 die Ermittlungen im Fall des Schwabinger Kunstfunds geleitet hatte. Zur Begründung der Anzeige sagte Hoeren, „dass der Staat nicht mit den Mitteln der Strafverfolgung ganz anders geartete Probleme aufarbeitet, nämlich die grundsätzliche Frage, wie Deutschland mit NS-Raubkunst umzugehen hat“.

## Bericht über die Arbeit der Taskforce Schwabinger Kunstfund
Ministerialdirektorin Ingeborg Berggreen-Merkel übergab nach zweijähriger Tätigkeit als Leiterin der Taskforce Schwabinger Kunstfund am 14. Januar 2016 der Beauftragten der Bundesregierung für Kultur und Medien, Staatsministerin Monika Grütters, den 76-seitigen Bericht über die Arbeit der Taskforce Schwabinger Kunstfund samt einer Plastiktüte mit Datenträgern zu den beschlagnahmten Kunstwerken aus Gurlitts Besitz. Dies war nicht der erwartete und seit einem Jahr ausstehende Abschlussbericht der Taskforce, sondern lediglich ein Arbeitsbericht oder Zwischenbericht, wie Berggreen-Merkel der Presse gegenüber erklärte. Dem Bericht ist zu entnehmen, dass die 16 Mitglieder der Taskforce ihre Arbeit meist neben ihrer eigentlichen Tätigkeit verrichten mussten, sich in den zwei Jahren nur sieben Mal getroffen haben und in dieser Zeit Kosten in Höhe von 1.888.600 Euro angefallen sind. Unter den Mitgliedern befand sich nur eine Provenienzforscherin; die übrigen Personen gehörten Einrichtungen aus sieben Ländern an, die „mit ihren (dortigen) Jobs voll ausgelastet waren“, wie Michael Sontheimer in einem Spiegelkommentar zur Pressekonferenz anmerkte. Insofern sei die Taskforce „ein krasser Etikettenschwindel“.
Die Provenienz der zu überprüfenden 499 Kunstwerke konnte nur in elf Fällen aufgeklärt werden, darunter die drei Werke, über die noch Cornelius Gurlitt selbst mit den Nachfahren der jüdischen Vorbesitzer verhandelt hatte, sowie ein Porträt seines Urgroßvaters Louis Gurlitt, vier in einer Händler-Liste verzeichnete und deshalb unverdächtige Bilder und ein Werk von Jean-Louis Forain, dessen Provenienz sich aus einem auf der Rückseite aufgeklebten Zeitungsartikel ergab.
Der Bericht, den die Süddeutsche Zeitung am Tag darauf in ihrer Schlagzeile als „Nichtabschlussbericht“ bezeichnete, lege den Schluss nahe, dass die Sammlung Gurlitt „nur ungefähr so viele Werke mit belasteter Provenienz enthält wie jedes deutsche Museum. Denn es ist nicht ungewöhnlich, dass in Deutschland zwischen fünf und zehn Prozent einer Sammlung unter Raubkunst-Verdacht stehen.“ Bemerkenswert sei auch die in dem Bericht genannte geringe Anzahl von Anspruchstellern. Zwar habe es 200 Anfragen gegeben, von denen aber nur 23 konkrete Ansprüche enthalten hätten.